# لعبة فيديو جماعية عبر الشبكة

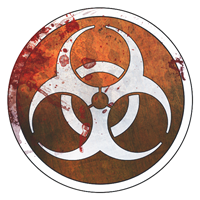
شعار "ذعر الزومبي! " 2017

لعب فيديو جماعية عبر الشبكة أو يسمى بالعامية اللعب عبر الأونلاين (بالإنجليزية: Multiplayer online game)‏ ، هي اختيار اللعب عبر المنافس الوحيد للشبكة بأحد أنظمة ألعاب الفيديو أو أكثر، وتعد الأحدث من نوعها في تاريخ لعب ألعاب الفيديو.

## وصلات خارجية
Multiplayer video games على مشروع الدليل المفتوح